# والانجینین
| سامانه  | ردیف    | اشکوب      | سن (میلیون سال) |
| ------- | ------- | ---------- | --------------- |
| پالئوژن | پالئوسن | دانین      | → پس از آن      |
| کرتاسه  | پسین    | ماستریختین | ۶۶–۷۲,۱         |
| کرتاسه  | پسین    | کامپانین   | ۷۲,۱–۸۳,۶       |
| کرتاسه  | پسین    | سانتونین   | ۸۳,۶–۸۶,۳       |
| کرتاسه  | پسین    | کنیاسین    | ۸۶,۳–۸۹,۸       |
| کرتاسه  | پسین    | تورونین    | ۸۹,۸–۹۳,۹       |
| کرتاسه  | پسین    | سنومانین   | ۹۳,۹–۱۰۰,۵      |
| کرتاسه  | پیشین   | آلبین      | ۱۰۰,۵–~۱۱۳      |
| کرتاسه  | پیشین   | آپتین      | ~۱۱۳–~۱۲۵       |
| کرتاسه  | پیشین   | بارمین     | ~۱۲۵–~۱۲۹,۴     |
| کرتاسه  | پیشین   | هاتریوین   | ~۱۲۹,۴–~۱۳۲,۹   |
| کرتاسه  | پیشین   | والانجینین | ~۱۳۲,۹–~۱۳۹,۸   |
| کرتاسه  | پیشین   | بریاسین    | ~۱۳۹,۸–~۱۴۵     |
| ژوراسیک | پسین    | تیتونین    | → پیش از آن     |

والانجینین (انگلیسی: Valanginian) در مقیاس زمانی زمین‌شناسی، یک اشکوب یا عصر از دور کرتاسه پیشین به‌شمار می‌رود. والانجینین در ستون چینه‌شناسی پس از اشکوب بریاسین و پیش از هاتریوین جای می‌گیرد. عصر والانجینین از حدود ۳ ± ۱۳۹٫۸ میلیون سال پیش آغاز شده و تا حدود ۲ ± ۱۳۲٫۹ میلیون سال پیش ادامه یافت.

## نام‌گذاری
نام اشکوب والانجینین از نام شهر کوچک ولانژن واقع در کوهستان ژورا در نوشاتل سوئیس گرفته شده است. این اشکوب در سال ۱۸۵۳ توسط ادوارد دو سور تشریح و توصیف شد.